# Neal Boushell
Neal Boushell est un scénariste américain né le 24 octobre 1967 à Medford au Massachusetts.

## Filmographie

### Scénariste

#### Les Simpson
| Année | Titre          | Titre original | Saison | Épisode | Réalisateur     |
| ----- | -------------- | -------------- | ------ | ------- | --------------- |
| 2003  | La Foi d'Homer | Pray Anything  | 14     | 10      | Michael Polcino |

#### Autres
- 1995 : The Preston Episodes (1 épisode)
- 1996-1997 : Sabrina, l'apprentie sorcière (12 épisodes)
- 1998-1999 : Un frère sur les bras (3 épisodes)
- 2000 : Bébé Blues
- 2000-2001 : Jett Jackson (2 épisodes)
- 2002 : Son of the Beach (1 épisode)
- 2003 : The Mullets (2 épisodes)
- 2005-2006 : American Dad! (19 épisodes)
- 2007 : George de la jungle (2 épisodes)
- 2008 : La Ferme en folie (2 épisodes)
- 2008 : Kuzco, un empereur à l'école (1 épisode)
- 2011 : Rekkit (2 épisodes)
- 2011 : Kick Kasskoo (1 épisode)